# Lauro Lopes
Lauro Sodré Lopes (Curitiba, 21 de fevereiro de 1898 – 7 de março de 1964) foi desembargador e político brasileiro.

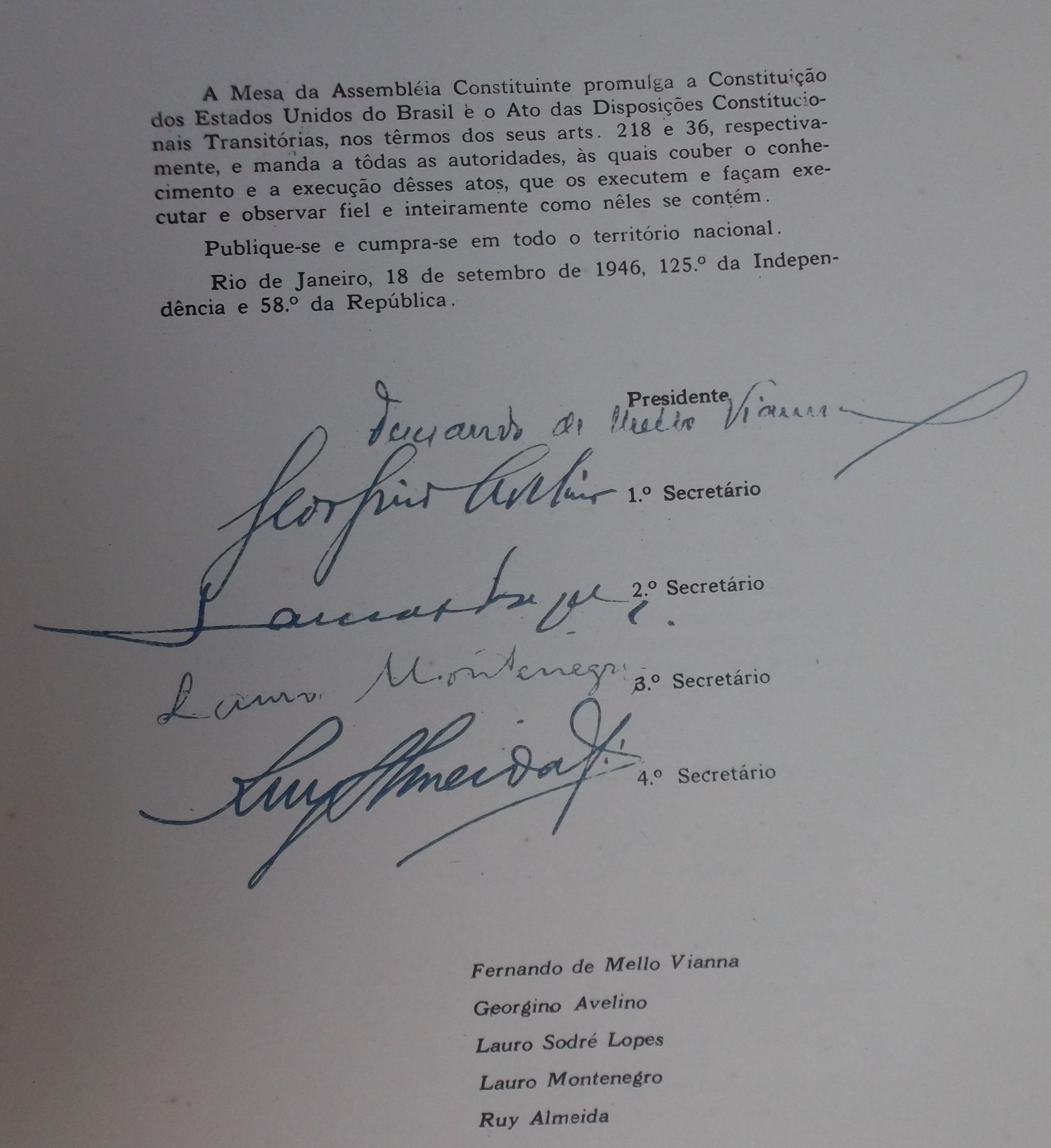
Compondo mesa da Assembleia Constituinte que promulgou a Constituição dos E U do Brasil 1946.

## Biografia
Lauro Sodré nasceu na capital paranaense no ano de 1898, tendo como seus pais Arthur Martins Lopes e d. Guilhermina Cunha Lopes. Realizou todos os seus estudos em sua cidade, formando-se em Ciências Jurídicas e Sociais na Faculdade de Direito da antiga Universidade do Paraná (atual UFPR) em 1919.
Recém-formado, foi nomeado promotor público em Santa Catarina, exercendo este cargo até 1924 quando solicitou exoneração para dedicar-se à advocacia.
Em 1929 retornou a sua cidade natal, pois foi nomeado, novamente, para a promotoria pública de Curitiba. Além da promotoria, Sodré também exerceu os cargos de curador de órfãos, ausentes e interditos, chefe de polícia e foi professor universitário.
Em 1945 foi eleito deputado federal pelo Paraná, ocupando esta cadeira em outros três mandatos.
No dia 25 de junho de 1954 foi nomeado Desembargador do Tribunal de Justiça do Paraná e entre 1961 e 1962 foi presidente desta instituição.
Lauro Sodré Lopes faleceu em Curitiba no dia 7 de março de 1964.

### Homenagens
Rua Deputado Lauro Sodré Lopes (bairro Santana) na cidade de Guarapuava e Rua Desembargador Lauro Sodré Lopes (bairro Portão) na cidade de Curitiba são algumas das homenagens dos paranaenses para com a memória deste jurista e homem público curitibano.